# Associés contre le crime (film)
Pour les articles homonymes, voir Associés contre le crime.
Série Bélisaire et Prudence Beresford
Le crime est notre affaire
(2008)
Pour plus de détails, voir Fiche technique et Distribution.
Associés contre le crime est un film français réalisé par Pascal Thomas, sorti le 22 août 2012, adapté de la nouvelle La Femme disparue d'Agatha Christie.
C'est la troisième fois que Catherine Frot et André Dussollier reprennent les rôles de Tommy et Tuppence Beresford avec Pascal Thomas à la réalisation, après Mon petit doigt m'a dit (2005) et Le crime est notre affaire (2008).

## Synopsis
Prudence et Bélisaire Beresford jouissent d'une retraite bien méritée. Bélisaire vient de publier son autobiographie, minimisant le rôle de Prudence dans ses aventures, selon les conseils de son éditrice. Rudi, leur beau-fils a été abandonné par Marie-Christine, leur fille, et loge chez eux avec leurs petit-fils, les jumeaux Pascal et Patrick. Déprimée, Prudence décide de prendre la direction d'une agence de détective privée à Genève. James Van Luyderkerke vient de Bruxelles lui demander de retrouver sa fiancée, Ludmilla Sakhaline, l'héritière d’un magnat pétrolier russe, qui a disparu après s’être soi-disant rendue chez des amis qui ne l’attendaient pourtant pas. Grâce à Bélisaire, Prudence retrouve les traces de Sakhaline à la clinique du Phoenix, où elle serait une des patientes du docteur Lanson. Lorsqu’elle parle à mademoiselle Sakhaline, celle-ci se cache d’abord derrière ses draps, et s’avère être une dame plus âgée affirmant être la mère de Ludmilla  ; cette dernière aurait abandonné le projet de mariage et se serait enfuie pour la Russie.
Prudence ressent que quelque chose ne tourne pas rond mais Bélisaire minimise son instinct, tandis que la presse annonce que Ludmilla est morte dans un accident de voiture.
Prudence quitte Bélisaire et part retrouver son père au cirque où celui-ci, au lieu de lui remonter le moral, lui dit qu'elle ne s’est jamais vraiment occupée que d’elle-même. Réconciliée avec Bélisaire, Prudence décide d’abandonner son agence de détective privé. Prudence et Bélisaire sont alors contactés par Marie Van Dinh, travaillant à la clinique du Phoenix avec le docteur Ambroise Lanson. Van Dinh s’inquiète pour Lanson, car celui-ci aurait une méthode miracle pour rajeunir ses patients mais a disparu depuis des semaines. Van Dinh serait elle-même une de ses patientes, et bien que paraissant avoir dans les 25 ans, elle en aurait en fait plus de 80. Elle soupçonne les docteurs Roscoff, Matarazzi et Jünger de la clinique Phoenix de vouloir voler la méthode de Lanson, et d’assassiner les anciens patients du docteur.
Prudence et Bélisaire se présentent à la clinique sous de faux noms pour continuer l'enquête. Là, Van Dinh leur montre le chalet où le docteur Lanson pratiquait sa méthode et craignant pour sa vie, glisse une clé de consigne dans la poche de Bélisaire en l’embrassant. De retour à la clinique, les docteurs Roscoff, Matarazzi et Jünger expliquent aux Beresford que Van Dinh, sous le choc depuis la mort du docteur Lanson dans un accident d’escalade, créée des histoires et les inquiète. Le lendemain à l’aube, Prudence et Bélisaire voient un corps portant le même manteau que Van Dinh noyé dans la piscine de la clinique mais celui-ci a disparu une fois qu’ils sont descendus de leur chambre. Ils retournent au chalet de Lanson et y retrouvent le corps de Van Dinh. Bélisaire découvre alors la clé de consigne que Van Dinh lui avait glissé la veille mais Roscoff, Matarazzi et Jünger s’emparent de lui. Prudence réussi à s’échapper avec la clé et découvre le fameux œuf d’Ambroise.
Bélisaire tenu en otage, les docteurs de la clinique réclament ce que Lanson avait caché en consigne. Prudence, stoïque, refuse de le leur donner et demande à parler à son mari. Bélisaire en profite donc pour lui donner un message codé indiquant qu'il s’échappera le soir même.
Une fois les docteurs mis en prison, Prudence et Bélisaire ignorent toujours comment le docteur Lanson utilisait l'œuf d’Ambroise. Ce n’est que pas hasard qu’ils découvrent que celui-ci ne fonctionne qu’à certains lieux où il y aurait une faille électromagnétique, et ce, juste avant de le perdre dans un lac.

## Fiche technique
- Titre original : Associés contre le crime
- Réalisation : Pascal Thomas
- Scénario : Clémence de Bieville, Pascal Thomas, Nathalie Lafaurie, d'après la nouvelle La Femme disparue (1924) du recueil Le crime est notre affaire d'Agatha Christie
- Premier assistant réalisateur : Hubert Engammare
- Décors : Katia Wyszkop
- Costumes : Catherine Bouchard
- Photographie : Renan Pollès
- Son : Pierre Lenoir
- Montage : Catherine Dubeau, Mélanie Mourey
- Musique : Reinhardt Wagner, Georges Bizet (Les Pêcheurs de perles, romance « Je crois entendre encore »)
- Arrangements et orchestrations : Thomas Roussel[réf. souhaitée]
- Production : Jacqueline Finas, Arlette Prévost
- Production déléguée : Nathalie Lafaurie
- Production exécutive : Karen Adler
- Sociétés de production : Les Films Français, Studiocanal, Studio 37, France 2 Cinéma, Rhône-Alpes Cinéma, Cinémage 6
- Société de distribution : Studiocanal
- Budget : 9,45 millions euros[1]
- Pays d'origine :  France
- Langue originale : français
- Format : couleur — 35 mm — 1,85:1 — son Dolby numérique
- Genre : comédie policière, fantastique
- Durée : 104 minutes
- Date de sortie :
  - France : 22 août 2012

## Distribution
- André Dussollier : Colonel Bélisaire Beresford
- Catherine Frot : Prudence Beresford
- Linh-Dan Pham : Marie Van Dinh
- Nicolas Marié : Docteur Nicolas Roscoff
- Agathe de La Boulaye : Docteur Matarazzi
- Éric Naggar : Docteur Jünger
- Julos Beaucarne : le père de Prudence
- Bernard Verley : le général
- Sarah Biasini : Marie-Christine, la fille de Bélisaire et Prudence
- François Bettens : Rudi, le mari de Marie-Christine
- Caroline Pigozzi : Albane, l'éditrice
- Hervé Pierre : le médecin de famille
- Jean-Jacques Lefrère : l'animateur TV
- Georges Chappuis : Georges
- Alexandre Lafaurie : Hector
- Vania Plemiannikov : James van Luydekerke
- Youri Zagorski : le colosse
- Katia Tchenko : Mlle Sakhaline
- Marie-Christine Demarest : la comtesse
- Ophélia Kolb : Gisèle
- Léa Wiazemsky : la réceptionniste
- Luc Palun : un gendarme
- Gabriel Gau : un badaud
- Tessa Taittinger : l'attachée de presse
- Pascal Durbiano : le colosse
- Isabelle Migotto : le modèle nu
- Maxime Faure : Gustave Courbet
- Gaspard Lembeye : le bagagiste
- Vladimir Lafaurie : le jumeau Pascal
- Luke Ortlieb : le jumeau Patrick
- Lounina Mangeolle : Bélisaire bébé

## Bande originale
- Romance de Nadir du premier acte de l'opéra Les Pêcheurs de perles de Georges Bizet de 1863.

## Accueil

### Accueil critique
En France, Associés contre le crime récolte une moyenne de 3,1/5 sur le site Allociné pour 10 titres de presse recensés.

### Box-office
Le film a attiré 454 880 spectateurs dans les salles.

## Autour du film

### Série de films
C'est le troisième film d'une trilogie commencée en 2004 avec Mon petit doigt m'a dit... (2005) et Le crime est notre affaire (2008), adaptée, librement, de plusieurs ouvrages d'Agatha Christie.